# Emilio Sánchez
Emilio Sánchez Vicario (Madrid, 29 mei 1965) is een voormalige tennisprofessional uit Spanje.

## Loopbaan
Van de 50 titels die hij bij het mannendubbelspel behaalde, was 47 keer Sergio Casal zijn partner. Verder won hij 15 titels in het enkelspel, waaronder eenmaal in 1988 op 't Melkhuisje in Hilversum. Zijn laatste successen waren twee overwinningen in 1996 in Palermo en Mexico-Stad. Een jaar later beëindigde hij zijn tennisloopbaan.
Sánchez is lid van een van 's werelds meest succesvolle tennisfamilies. Zowel zijn zuster Arantxa Sánchez Vicario als zijn broer Javier Sánchez waren ook toptennissers.
Hij heeft een tennisschool in Barcelona, de Emilio Sánchez Academy.

## Grandslamtoernooien

### Roland Garros
- Winnaar gemengd dubbelspel in 1987 met Pam Shriver
- Kwartfinale enkelspel in 1988
- Winnaar mannendubbelspel in 1988 met Andrés Gómez
- Winnaar mannendubbelspel in 1990 met Sergio Casal

### US Open
- Enkelspel kwartfinale in 1988
- Winnaar mannendubbelspel in 1988 met Sergio Casal
- Winnaar gemengd dubbelspel in 1987 met Martina Navrátilová

## Resultaten grandslamtoernooien
| Legenda | Legenda                          |
| ------- | -------------------------------- |
| g.t.    | geen toernooi gehouden           |
| l.c.    | lagere categorie                 |
| –       | niet deelgenomen                 |
| G       | uitgeschakeld in de groepsfase   |
| 1R      | uitgeschakeld in de eerste ronde |
| 2R      | uitgeschakeld in de tweede ronde |
| 3R      | uitgeschakeld in de derde ronde  |
| 4R      | uitgeschakeld in de vierde ronde |
| KF      | uitgeschakeld in de kwartfinale  |
| HF      | uitgeschakeld in de halve finale |
| F       | de finale verloren               |
| W       | het toernooi gewonnen            |
| w-v     | winst/verlies-balans             |

### Enkelspel
| Toernooi        | 1984 | 1985 | 1986 | 1987 | 1988 | 1989 | 1990 | 1991 | 1992 | 1993 | 1994 | 1995 | 1996 |
| --------------- | ---- | ---- | ---- | ---- | ---- | ---- | ---- | ---- | ---- | ---- | ---- | ---- | ---- |
| Australian Open | –    | –    | –    | –    | –    | –    | 1R   | 1R   | 4R   | 1R   | 2R   | –    | 1R   |
| Roland Garros   | 4R   | 3R   | 4R   | 4R   | KF   | –    | 1R   | 2R   | 4R   | 1R   | 1R   | 2R   | –    |
| Wimbledon       | 1R   | –    | 1R   | 4R   | 2R   | –    | –    | 1R   | 1R   | –    | –    | –    | 1R   |
| US Open         | –    | –    | 1R   | 3R   | KF   | 3R   | 4R   | 4R   | 4R   | 1R   | 1R   | 2R   | –    |

### Mannendubbelspel
| Toernooi        | 1984 | 1985 | 1986 | 1987 | 1988 | 1989 | 1990 | 1991 | 1992 | 1993 | 1994 | 1995 | 1996 | 1997 |
| --------------- | ---- | ---- | ---- | ---- | ---- | ---- | ---- | ---- | ---- | ---- | ---- | ---- | ---- | ---- |
| Australian Open | –    | –    | –    | –    | –    | –    | 2R   | 1R   | 2R   | 2R   | 2R   | –    | 2R   | –    |
| Roland Garros   | 1R   | 1R   | KF   | 2R   | W    | –    | W    | 3R   | 1R   | KF   | KF   | 2R   | –    | 1R   |
| Wimbledon       | –    | 1R   | KF   | F    | 2R   | –    | –    | –    | –    | –    | –    | –    | 1R   | 2R   |
| US Open         | –    | –    | 1R   | HF   | W    | 2R   | 2R   | 3R   | KF   | 1R   | 2R   | HF   | –    | –    |